# Adriano Miguel Tejada
Adriano Miguel Tejada (Moca; 2 de diciembre de 1948 -Santo Domingo; 2 de diciembre de 2020) fue un abogado y periodista dominicano.

## Biografía
Compartió durante veinticinco años la cátedra universitaria y el periodismo. Ha dirigido los diarios La Información (Santiago de los Caballeros) y Diario Libre, primer rotativo gratuito del país. Fue fundador del periódico El Día y redactor de la Revista de Ciencias Jurídicas y la Eme-Eme, Estudios Dominicanos. Mantuvo una columna semanal en la revista Rumbo y por cerca de quince años ha sido comentarista político de televisión.